# Cyrchel
Cyrchel lub Carchel – polana na przełęczy Carchel (632 m), pomiędzy Żurawnicą (724 m) a Gołuszkową Górą (715 m) w Beskidzie Małym. Należy do miejscowości Tarnawa Dolna w województwie małopolskim, w powiecie suskim, w gminie Zembrzyce. Na polanie znajduje się kilkudomowe osiedle Cyrchel.
Polana Cyrchel zajmuje szerokie siodło przełęczy oraz część łagodnych stoków Żurawnicy i Gołuszkowej Góry. Były na niej 3 gospodarstwa rolne. Obecnie ziemi już tutaj nie uprawia się, a chałupy przekształcone zostały w domki letniskowe, powstają też nowe domki. Na środku polany pod samotną lipą znajduje się kryta dwuspadowym daszkiem murowana kapliczka z figurką Matki Bożej. Na lipie liczne kolonie jemioły pospolitej.
Nazwa polany i przysiółka jest pochodzenia wołoskiego. Cyrhleniem lub cerhleniem nazywano wypaleniskowy sposób pozyskiwania gruntu pod uprawę, polegający na okorowaniu drzew i wypaleniu ich po rocznym suszeniu. Cyrchel, czy podawana na niektórych mapach nazwa przełęcz Carchla to zniekształcony wyraz cyrchla oznaczający polanę otrzymaną w wyniku cyrchlenia.
Szlaki turystyczne
 Mały Szlak Beskidzki na odcinku: Krzeszów – stoki Żurawnicy – Cyrchel – Gołuszkowa Góra – Żmijowa – Prorokowa Góra – Zembrzyce
 Sucha Beskidzka – Lipska Góra – przełęcz Lipie – Gołuszkowa Góra – Cyrchel – Kozie Skały – Krzeszów

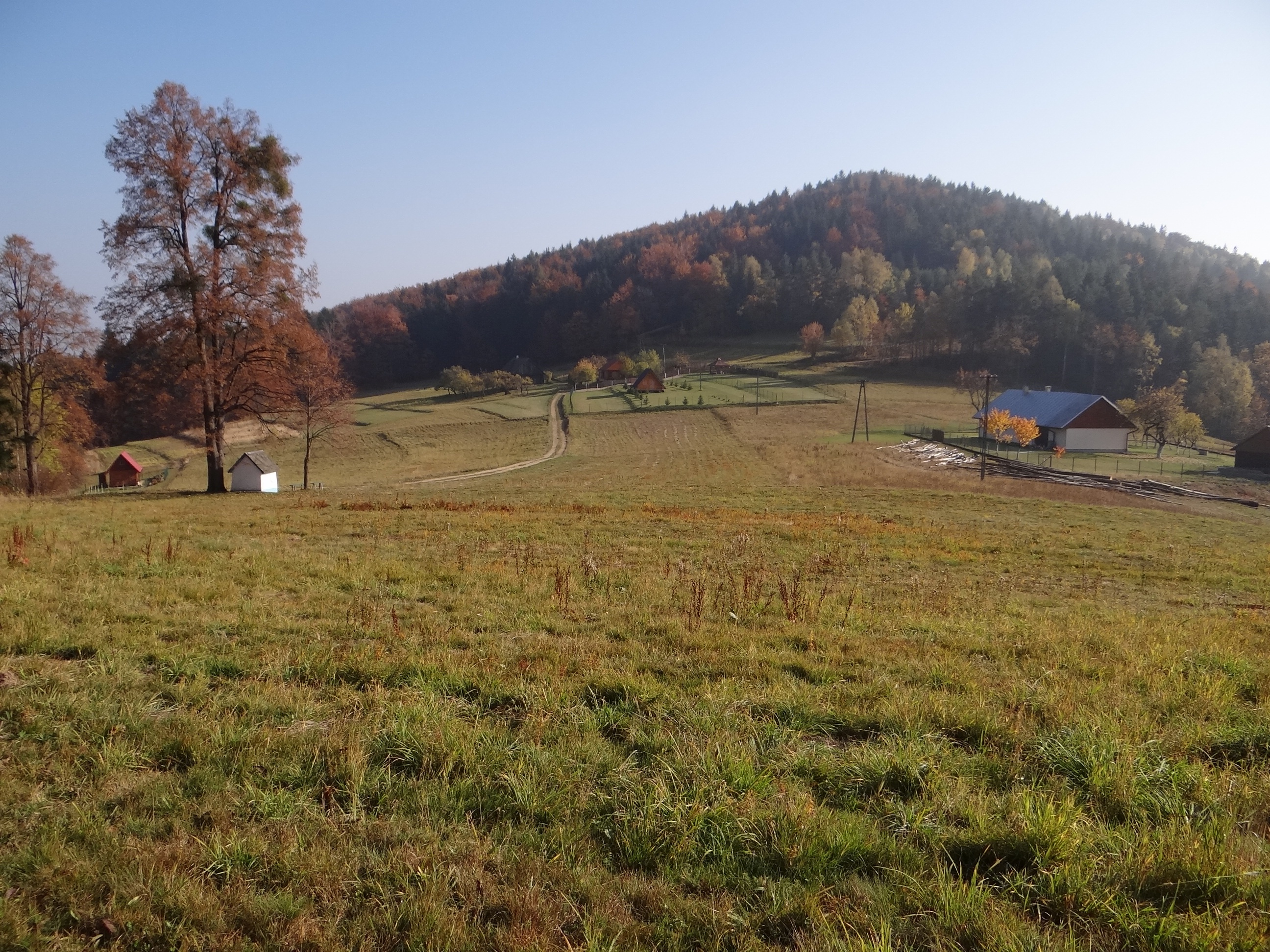
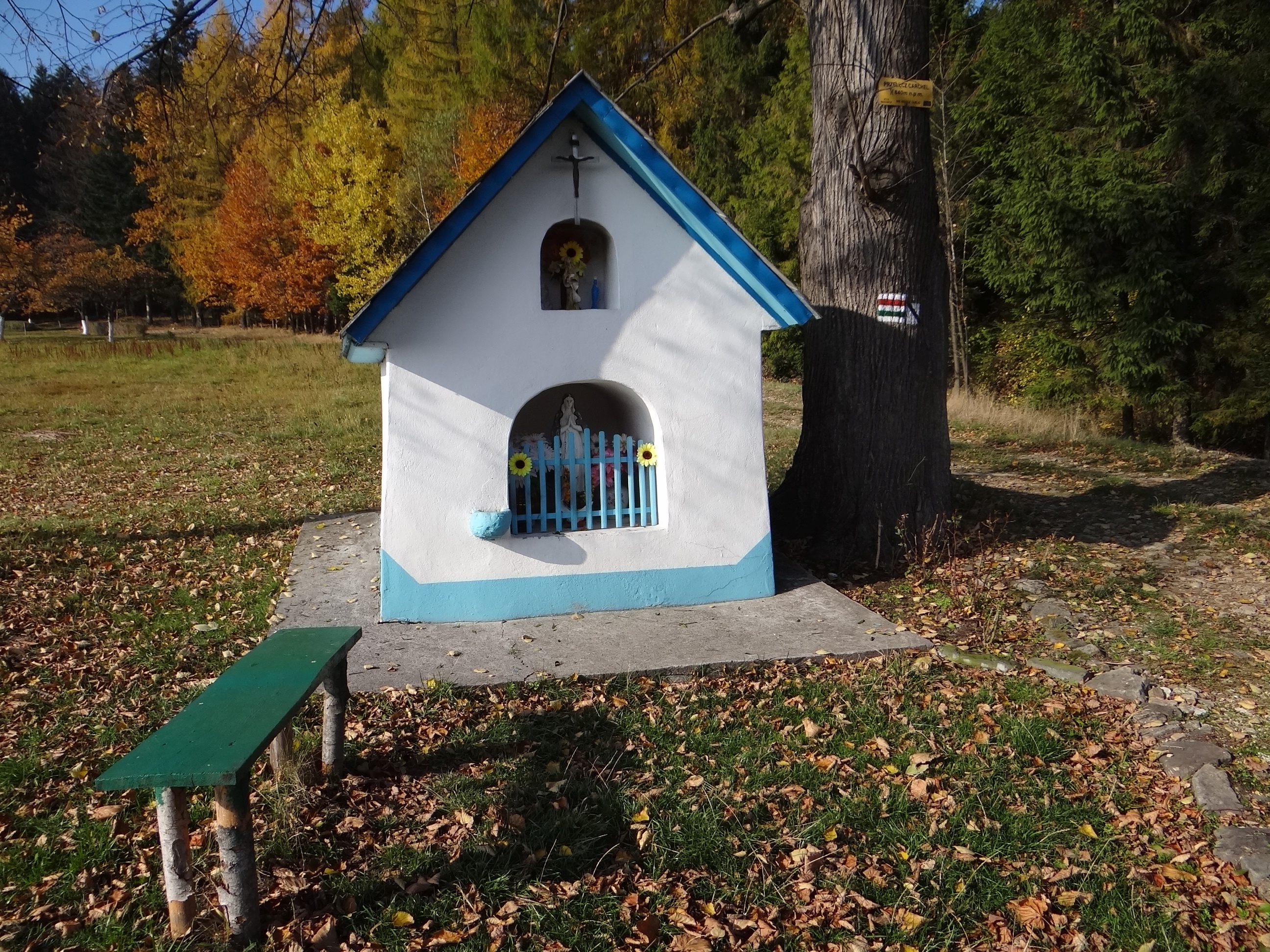
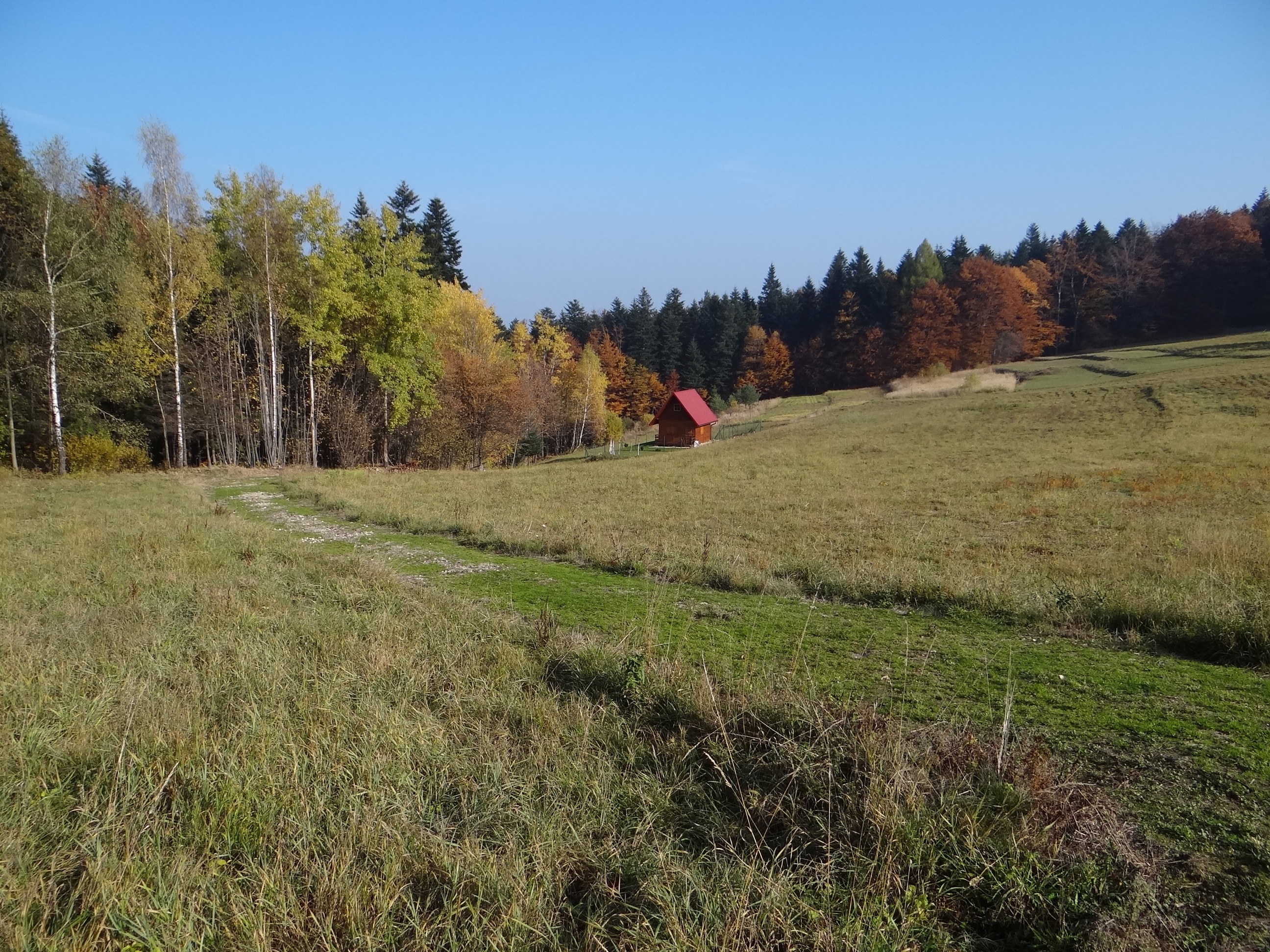
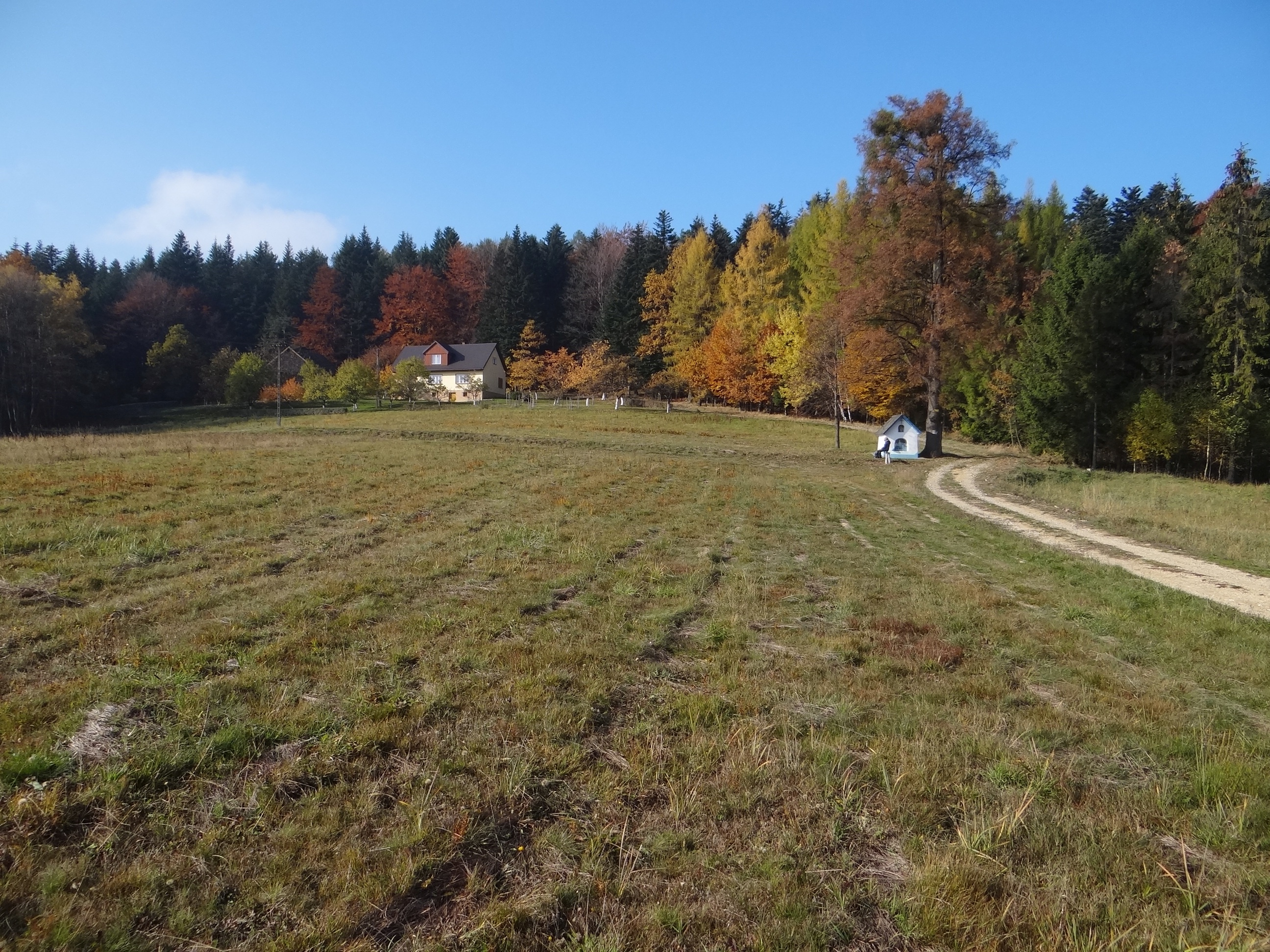